# Karlheinz Koinegg
Karlheinz Koinegg (* 1960) ist ein deutscher Hörspielautor und Lektor.
Koinegg schrieb zahlreiche Kinderhörspiele für den Westdeutschen Rundfunk, die auch als Hörbücher erschienen. Für seine Bearbeitung von Tahar Ben Jellouns Papa, was ist der Islam? erhielt er 2004 den Deutschen Civis Hörfunkpreis.

## Hörspiele
Autor:
- 1992: Die Augen der heiligen Clara – Regie: Hans Gerd Krogmann (Original-Hörspiel – WDR)
- 1997: Parzivals Abenteuer (5 Teile) – Regie: Martin Zylka, Klaus-Dieter Pittrich (Originalhörspiel, Kinderhörspiel – WDR)
- 1998: Der Schatz der Nibelungen – Regie: Klaus-Dieter Pittrich (Originalhörspiel, Kinderhörspiel – WDR)
- 1998: Das Phantom vom Dom – Regie: Klaus-Dieter Pittrich (Originalhörspiel, Kinderhörspiel – WDR)
- 1999: Die Abenteuer und Irrfahrten des Odysseus (6 Teile) – Regie: Joachim Sonderhoff (Originalhörspiel, Kinderhörspiel – WDR)
- 2000: Die letzte Reise der Titanic (2 Teile) – Regie: Klaus-Dieter Pittrich (Originalhörspiel, Kinderhörspiel – WDR)
- 2003: Die Räuber vom Liang Schan Moor (6. Teile) – Regie: Martin Zylka (Originalhörspiel, Kinderhörspiel – WDR)
- 2003: Moses (4 Teile) – Regie: Angeli Backhausen (Originalhörspiel, Kinderhörspiel – WDR)
- 2004: Sankt Brandans wundersame Meerfahrt – Regie: Angeli Backhausen (Hörspielbearbeitung, Kinderhörspiel – WDR)
- 2005: König Artus und die Ritter der Tafelrunde (6 Teile) – Regie: Angeli Backhausen (Originalhörspiel, Kinderhörspiel – WDR)
- 2006: Jesus und die Mühlen von Cölln (3 Teile) – Regie: Martin Zylka (Originalhörspiel, Kinderhörspiel – WDR)
- 2008: Scheherzad und der Brunnen der Geschichten – Regie: Angeli Backhausen (Originalhörspiel, Kinderhörspiel – WDR)
- 2009: Heldinnen der Weltgeschichte: Johanna von Orléans – Regie: Matthias Kapohl (Originalhörspiel, Kinderhörspiel – WDR)
- 2009: Die Reise zum Schnee – Regie: Petra Feldhoff (Originalhörspiel, Kurzhörspiel, Kinderhörspiel – WDR)
- 2013: Robin der Reimer. Nach Motiven von Robert Burns – Regie: Angeli Backhausen (Originalhörspiel, Kinderhörspiel – WDR)
- 2013: Die Schule der Weihnachtsmänner (3 Teile) – Regie: Martin Zylka, Gerrit Booms (Originalhörspiel, Kinderhörspiel – WDR)
  - Auszeichnungen: AUDITORIX Hörbuchsiegel 2015 für die CD-Edition; CD des Monats November 2015 der Stiftung Zuhören (IfaK); Deutscher Kinderhörbuchpreis BEO 2015 (Sonderpreis: Bestes Sound Design)
- 2017: Lauter Liebe Worte (2 Teile) – Regie: Karlheinz Koinegg (auch Sprecher), Martin Zylka (Originalhörspiel – WDR)
  - Auszeichnung: Robert-Geisendörfer-Preis 2018

Bearbeiter (Wort):
- 1998: Avril Rowlands: Radau an Bord. Herrn Noahs geheime Tagebücher (12 Teile) – Regie: Angeli Backhausen (Hörspielbearbeitung, Kinderhörspiel – WDR)
- 2002: Yasmina Khadra: Morituri. Live-Hörspiel – Regie: Frank-Erich Hübner (Hörspielbearbeitung, Kriminalhörspiel – WDR)
- 2004: Tahar Ben Jelloun: Papa, was ist der Islam? – Regie: Angeli Backhausen (Feature – WDR)
  - Auszeichnung: Deutscher Civis Hörfunkpreis 2004 (in der Kategorie Unterhaltung)
- 2007: Rudyard Kipling: Das Dschungelbuch – Regie: Frank-Erich Hübner (Hörspielbearbeitung, Kinderhörspiel – WDR)
  - Auszeichnung: Hörspiel-Award 2007 (Kategorie „Bestes Radio-Hörspiel“, 1. Platz)
- 2009: Sally Nicholls: Wie man unsterblich wird (2 Teile) – Regie: Angeli Backhausen (Hörspielbearbeitung, Kinderhörspiel – WDR)
  - Auszeichnungen u. a.: Kinder- und Jugendhörspielpreis des MDR-Rundfunkrates 2010 und hr2-Hörbuchbestenliste Kinder- und Jugendhörbücher Juli 2014 (1. Platz)
- 2015: Publius Ovidius Naso: Das Buch der Verwandlungen (1. bis 5. Buch) – Regie: Martin Zylka (Hörspielbearbeitung, Kinderhörspiel – WDR)
  - Auszeichnung: Preis der deutschen Schallplattenkritik: Bestenliste 4. Quartal 2016 (CD-Edition)
- 2015: Andreas Steinhöfel: Anders (2 Teile) – Regie: Angeli Backhausen (Hörspielbearbeitung, Kinderhörspiel – WDR)
  - Auszeichnungen: AUDITORIX-Hörbuchsiegel 2016 für die CD-Edition und Preis der deutschen Schallplattenkritik: Bestenliste 2. Quartal 2016 (CD-Edition)
- 2018: James Matthew Barrie: Peter Pan (2 Teile) Komm mit nach Nimmerland – Regie: Angeli Backhausen (Hörspielbearbeitung, Kinderhörspiel – WDR)

## CD-Veröffentlichungen
- Moses und die Wüste der Wunder, Hörbuch CD, 2004, ISBN 978-3-8445-0493-4.
- St. Brandans wundersame Meerfahrt, Hörbuch CD, 2005, ISBN 978-3-8445-0494-1.
- Jesus und die Mühlen von Cölln, Hörbuch CD, 2006, ISBN 978-3-89813-714-0.
- Die Abenteuer und Irrfahrten des Odysseus, Hörbuch CD, 2009, ISBN 978-3-86717-448-0.
- Die Schule der Weihnachtsmänner, Hörbuch CD 2014, ISBN 978-3-8445-1579-4.
- Geschichten von Rittern und Helden, Hörbuch CD, 2013, ISBN 978-3-8445-0981-6.
- 1001 Nacht, Hörbuch CD 2014, ISBN 978-3-8445-1393-6.
- Metamorphosen – Erzählt nach den Geschichten des Ovid, Hörbuch CD, 2016, ISBN 978-3-8445-2139-9.
- Die unglaublichen Abenteuer des Ritters Parzival, Hörbuch CD, 2017, ISBN 978-3-86717-128-1.